# Леткино
Леткино — деревня в Фировском районе Тверской области. Входит в состав Рождественского сельского поселения.
Находится в 20 километрах к северо-востоку от районного центра посёлка Фирово.
Населения по переписи 2010 года нет.

## История
Входила в состав Рождественской волости Валдайского уезда.
По данным 1909 года в деревне 8 дворов, 49 жителей.